# كنغل أباد (آذغان)
كنغل أباد (بالفارسية: کنگل‌آباد) هي منطقة سكنية تقع في إيران في قسم آذغان الریفي. يقدر عدد سكانها بـ 578 نسمة .